# 星靈感應
《星靈感應》是以四格漫畫形式發表的日本漫畫作品，於《Manga Time Kirara》2019年6月號開始連載，已出版5冊單行本。於下一部人氣漫畫大賞2021獲紙本漫畫類別提名。改編電視動畫於2023年10月至12月播出。改編電視劇於2024年6月至8月播出。

## 剧情
小之星海果难以与他人顺畅交流，在意自己这样的性格，觉得地球上已不会有人理解自己，不如前往宇宙寻找容身之处。
藤野岬高中入学典礼当天，海果遇见自称外星人的神秘新生：明内幽。
海果想前往宇宙，幽想回到宇宙，她们把自制火箭定为目标，之后与副班长宝木遥乃、不怎么去学校的机械达人雷门瞬结成火箭研究同好会。慢慢地，她们的梦想离宇宙越来越近。

## 登場角色
小之星海果（聲：船戶百合繪，演：佐藤綺星）
本作主角。就讀藤野岬高中的高一生。因不擅長與人說話而憧憬著能與外星人交流，因明內幽自稱為外星人引發好奇而跟蹤她卻意外讓兩人相識，也因為明內幽說想回去自己的星球而開始接觸自製火箭，同時擔任自製火箭同好會的部長，雖然膽怯但仍會鼓起勇氣站在眾人面前協調同好會內的氣氛，誓言要帶領火箭同好會取得比賽成績，並獲得學校認同並升級為社團。
明內幽（聲：深川芹亞，演：伊藤百花）
自稱為外星人的轉學生。擁有將額頭互相接觸就可以讀取他人心思的超能力，雖然自稱是外星人但身家背景全然不明，本身也沒有高中前的回憶，孤身住在遙乃爺爺以前任職的廢棄燈塔內，性格活潑開朗，是自製火箭同好會內的開心果，在海果班上也是其風雲人物，會用外星語和班上同學打招呼。雖然性格樂觀但海果陷入情緒低潮時仍會感到不安。
寶木遙乃（聲：永牟田萌，演：大盛真步）
海果的同班同學，副班長。個性溫和，擅長與各種人來往。看似現充但實則跟海果一樣對外星人充滿興趣，也是班上第一個和海果搭話的同學，偶然發現明內幽住在爺爺以前任職的廢棄燈塔內時並不在意，反而大方出借以前在燈塔內的秘密基地給火箭同好會，讓大家放學後多了一個可以討論自製火箭的地方。
本身似乎對於比賽勝負沒有興趣這點曾被雷門瞬給抨擊，但小時候曾因鋼琴比賽優異逼走兒時好友感到耿耿於懷才隱藏真實的自我，與眾人和解後，決心和海果一同帶領火箭同好會在大賽優勝。
雷門瞬（聲：青木志貴，演：山崎空）
海果的同班同學。幾乎很少出現在學校，時常待在家中的工廠組裝機械。個性十分的強勢跟傲嬌，一開始討厭語氣唯唯諾諾的海果，但在跟海果比賽過自製火箭，見識到她的決心和毅力後加入火箭同好會，指導眾人關於自製火箭的全部知識，對同好會裡的明內幽感到棘手，稱她為電波丸子。另一方面對比賽勝負看的很重而將龍岡科学技術高校的秋月慧視作對手。
笑原茜（聲：高森奈津美）
海果班上的導師，負責現代國文。個性十分的熱血。得知海果研究自製火箭時，自告奮勇跟學校申請成立社團，但最終只被高層同意以同好會的方式成立並兼任顧問老師。對同好會個性強勢的雷門瞬感到棘手，也對課業比較落後的明內幽深感無奈，時常在同好會空檔時抓明內幽惡補課業避免留級。
小之星穗波（聲：羊宮妃那）
海果的妹妹。因為父母上夜班之故而負責家裡的家務。本身是姊控一枚。知道姊姊海果有社恐方面的老問題，當得知姊姊成立火箭同好會和交到朋友時感到相當驚訝。
秋月慧（聲：白砂沙帆）
龍岡科学技術高校的高二生，同時也是宇宙研究開發部部長。在自製火箭方面算是十分頂尖的玩家，但在日常生活方面有其迷糊的一面。某次在丟寶特瓶時意外結識前來尋找素材的海果等人，知道海果等人也成立火箭同好會後傾囊相授相關知識，與海果等人雖不同校但仍當成後輩般照顧，並允諾一年後的大賽時會一同競爭第1名的寶座。

## 出版書籍
| 卷數 | 芳文社         | 芳文社                 |
| 卷數 | 發售日期       | ISBN                   |
| ---- | -------------- | ---------------------- |
| 1    | 2020年7月27日  | ISBN 978-4-8322-7205-7 |
| 2    | 2021年9月27日  | ISBN 978-4-8322-7308-5 |
| 3    | 2022年10月27日 | ISBN 978-4-8322-7409-9 |
| 4    | 2023年9月27日  | ISBN 978-4-8322-7486-0 |
| 5    | 2025年2月27日  | ISBN 978-4-8322-9615-2 |

## 電視動畫
2022年10月7日，宣布將改編為電視動畫。

### 工作人員
- 原作：（芳文社《Manga Time Kirara》連載）
- 導演：香織（日语：かおり (アニメーション監督)）
- 系列構成：高橋奈津子、香織
- 人物設計、總作畫監督：酒井孝裕
- 美術監督：根岸大輔（Studio Tulip）
- 美術設定：瀧口勝久（Studio Tulip）
- 色彩設計：歌川律子
- 3D監督：薄井俊作（EGG OF MIGRANT）
- 攝影監督：千葉大輔（Folium）
- 剪辑：武宮睦美
- 音響監督：納谷僚介
- 音樂：境亚寿香（日语：境亜寿香）
- 音樂製作：日本古倫美亞
- 動畫製作：Studio五組
- 製作：星靈感應製作委員會

### 主題曲
片頭曲（第1－6話、第8話、第10－12話）
作詞：渡部紫緒，作曲、編曲：坂部剛，主唱：伊藤美來
片尾曲（第1－2話、第4－8話、第10－11話）
作詞：，作曲：、パソコン音楽クラブ、phritz，編曲：、phritz，主唱：SoundOrion
插入曲「spektro」（第9話、第12話）
作詞：、，作曲：sakai asuka，主唱：明內幽（深川芹亞）

### 合作歌曲
（第11話直前特別映像）
作詞、作曲：果步，編曲：森川祐樹，主唱：果步

### 劇集列表
| 1 | 邂逅彗星           | 高橋奈津子 | 香織        | 香織       | 酒井孝裕                                                              | 不適用   | 2023年10月9日  |
| 小之星海果是一位即將開始上高中的少女。不過，因她患有社交恐懼症的關係，因此她更加希望可以與外星人取得聯繫。在看見流星時，她對流星許願希望能遇見外星人。開學典禮時，海果遇到了一位自稱是外星人的少女——明內幽。因為沒有人相信她是外星人的關係，幽對嚮往外星人的海果產生了興趣。她對海果說她自己擁有一種特殊能力叫「額頭感應」，雙方的額頭碰到了一起後便可以知道對方的情緒。隔天，海果向幽表示自已想前往大空尋找外星人，幽答應下來，對海果說因為她自己也要回自己星球的關係，所以希望可以一起互相幫助。放學後，幽帶着海果到了她在地球第一次醒來時的廢棄燈搭。為了安慰她，海果用額頭傳達她不敢說出口的話語給幽。與其同時，海果與幽的同班同學站在遠處看著燈塔。 |                    |            |             |            |                                                                       |          |                |
| 2 | 晚霞火箭           | 高橋奈津子 | 香織 濱崎徹 | 濱崎徹     | 小菅洋                                                                | 酒井孝裕 | 2023年10月16日 |
| 海果夢想著前往太空，而幽則渴望重返太空，她們共同的目標是「探索宇宙」。為了實現這個夢想，海果嘗試製造火箭，但在面臨困難時感到挫敗，而幽則保持著堅強的態度。這樣的情況引起了班上的副班長寶木遙乃的關注。海果努力隱瞞幽是外星人，避免遙乃知曉。然而，幽卻向遙乃分享了「她們共同的夢想」，並邀請她成為夥伴。於是，三人踏上了製作火箭的第一步。 |                    |            |             |            |                                                                       |          |                |
| 3 | 炸藥機械師         | リンリン   | 上田慎一郎  | 上田慎一郎 | 永山惠 高村遼太郎 正木優太 向川原憲                                   | 不適用   | 2023年10月23日 |
| 雖然海果、幽和遙乃所製作的保特瓶火箭能夠逐漸增加飛行距離，但通往太空的路程似乎是遙不可及的。海果感覺到自己在知識和技術方面的不足，讓她深感困擾。然而，她想到一位優秀的技術專家，就是曾經同班但很少交流的同學，雷門瞬。她決定前去尋求瞬的幫助。然而，瞬的態度依然冷淡，讓海果難以開口。這種情況似乎從國中認識她以來未曾改變，每當她想與瞬溝通時，總是感到緊張不安，難以表達自己的心意。 |                    |            |             |            |                                                                       |          |                |
| 4 | 決戰海濱           |            | 清水聰      | 佐佐木達也 | 田中翼 小菅洋 大原大 迫江沙羅                                         | 酒井孝裕 | 2023年10月30日 |
| 為了表達她內心的想法，海果鼓起勇氣，參加了保特瓶火箭比賽。遙乃帶著海果和幽前往她與祖父的曾經的秘密基地。從那一天起，這個地方成為了她們三人的秘密聚會地，並且展開了計畫會議。第二天，她們外出購買所需的工具，海果度過了愉快的時光。購物結束後，她們開始製作火箭。與此同時，瞬獨自製作保特瓶火箭，她感到不安。最終，決戰的日子來臨了，為了傳達她所要表達的「心意」，海果要挑戰瞬，進行了一場真正的比賽。 |                    |            |             |            |                                                                       |          |                |
| 5 | 無限夢想家         | 山田花名   | 香織        | 粟井重紀   | 小菅洋 正木優太 向河原憲                                              | 酒井孝裕 | 2023年11月6日  |
| 當瞬來到高中後，海果、幽和遙乃都非常開心。特別是他們的導師笑原老師更是高興不已。海果們把下一個目標定在了製作固體燃料火箭上，但問題是資金不足。為了籌錢，瞬計劃成立一個社團，名稱是「夢想☆火箭社」，並把申請書交給笑原老師。隔天，一年級學生要參加教學旅行，瞬和海果們一起坐巴士前往深山中，在那裡進行了各種活動。 |                    |            |             |            |                                                                       |          |                |
| 6 | 乾杯啟動           | 高橋奈津子 | 吉田泰三    | 是本晶     | 平田雄三 高村遼太郎 田中翼 永山惠 安達祐輔                            | 酒井孝裕 | 2023年11月13日 |
| 海果就要當火箭研究社的社長，感到非常興奮。然而笑原老師的回報是「得到的許可並非社團，只是同好會」，沒有社費、社團顧問是笑原。一行人在祕密基地慶祝，接著開始進行同好會活動，由瞬指導如何製作模型火箭，還去參觀模型火箭節。 |                    |            |             |            |                                                                       |          |                |
| 7 | 大膽領袖精神       | 高橋奈津子 | 信田祐      | 濱崎徹     | 酒井孝裕 田中翼 高村遼太郎 向川原憲 安達祐輔 reboot                   | 酒井孝裕 | 2023年11月20日 |
| 自從認識去年火箭大賽優勝學校社團的社長——秋月彗後，海果對她的憧憬越來越強烈，最終決定要成為跟秋月一樣的領導者，宣稱要在今年的大賽拿下冠軍。大家重新下定決心，立定了火箭研究同好會的下一個目標，開始進行取得模型火箭證照為比賽做準備。 |                    |            |             |            |                                                                       |          |                |
| 8 | 超級強力夢想號出陣 | 高橋奈津子 | 祝浩司      | 滨田将太   | 酒井孝裕 小菅洋 永山惠 正木优太 studio gram                           | 酒井孝裕 | 2023年11月27日 |
| 為了準備參加模型火箭錦標賽，海果等人進行多次試射。她們一邊享受失敗，一邊設計模型火箭，也通過了期末考這道難關。之後暑假來臨，海果等人在祕密基地努力製作火箭。然而進展不順，因不斷失敗感到沮喪。眼見四人即將分崩離析，海果決定不再依賴幽，直接面對瞬，努力讓同好會團結起來。 |                    |            |             |            |                                                                       |          |                |
| 9 | 星球萬有引力       | 高橋奈津子 | 小島正幸    | 下司泰弘   | 堀澤聰志 田中翼 高村遼太郎 平田雄三 嘉村有一朗 永山惠 小菅洋 大竹晃裕 | 酒井孝裕 | 2023年12月4日  |
| 模型火箭錦標賽已經開始了。而且與彗重逢，讓海果的緊張感有增無減。 |                    |            |             |            |                                                                       |          |                |
| 10 | 愛哭鬼再出發       | 高橋奈津子 | 大島博之    | 濱崎徹     | 酒井孝裕 堀澤聰志 大竹晃裕 橫松雄馬 中島大智 reboot Green             | 酒井孝裕 | 2023年12月11日 |
| 第二學期開始了，面對擔心的遙乃和笑原老師等人，海果表現出很有精神的模樣，同學們的支持也令人高興。可是瞬沒有來上學，也沒辦法取得聯絡。海果決定正視自己，向前邁進。 |                    |            |             |            |                                                                       |          |                |
| 11 | 再戰海濱           | 高橋奈津子 | 濱田將太    | 鈴木真彥   | 酒井孝裕 田中翼 高村遼太郎 平田雄三 迫江沙羅 reboot                   | 酒井孝裕 | 2023年12月18日 |
| 海果、幽和遙乃3人，來到彗的高中參觀社團活動。高水準的模型火箭製作現場刺激了她們。這都是因為她們希望不再讓瞬獨自負擔，想要更加努力學習。 |                    |            |             |            |                                                                       |          |                |
| 12 | 星靈感應           | 高橋奈津子 | 香織        | 香織       | 正木優太 大竹晃裕 田中翼 小菅洋 永山惠 高村遼太郎 堀澤聰志            | 酒井孝裕 | 2023年12月25日 |
| 模型火箭錦標賽，海果因發燒而昏倒。幽、遙乃和瞬前去探望海果。受發燒影響的海果要求「額頭感應」，幽不禁心跳加速。 |                    |            |             |            |                                                                       |          |                |

### 播映平台
| 播放日期                  | 播放时间                     | 播放电视台 | 播放地区 | 备注                                        |
| ------------------------- | ---------------------------- | ---------- | -------- | ------------------------------------------- |
| 2023年10月9日 - 12月25日  | 周一 21:00 - 21:30           | AT-X       | 日本全域 | 参与制作 / CS放送 / 字幕放送 / 有重播       |
|                           | 周一 22:00 - 22:30           | TOKYO MX   | 东京都   |                                             |
|                           | 周一 23:30 - 周二 0:00       | SUN电视台  | 兵库县   |                                             |
| 2023年10月10日 - 12月26日 | 周二 0:00 - 0:30（周一深夜） | BS日视     | 日本全域 | 参与制作 / BS/BS4K放送 / “”时段             |
| 2023年10月15日 - 12月31日 | 周日 2:13 - 2:43（周六深夜） | 静冈放送   | 静冈县   | “”时段 / 作品取景地 / 初回于2:58 - 3:28播放 |

| 播映地區 | 播映平台                 | 播映日期                | 播映時間              | 備註 |
| -------- | ------------------------ | ----------------------- | --------------------- | ---- |
| 台灣     | 巴哈姆特動畫瘋           | 2023年10月9日－12月25日 | 星期一 20:30（UTC+8） |      |
| 台灣     | 中華電信MOD              | 2023年10月9日－12月25日 | 星期一 20:30（UTC+8） |      |
| 台灣     | Hami Video               | 2023年10月9日－12月25日 | 星期一 20:30（UTC+8） |      |
| 台灣     | LiTV 線上影視            | 2023年10月9日－12月25日 | 星期一 20:30（UTC+8） |      |
| 台灣     | MyVideo 影音隨看         | 2023年10月9日－12月25日 | 星期一 20:30（UTC+8） |      |
| 台灣     | 遠傳friDay影音           | 2023年10月9日－12月25日 | 星期一 20:30（UTC+8） |      |
| 台灣     | 中嘉bb寬頻.bbTV          | 2023年10月9日－12月25日 | 星期一 20:30（UTC+8） |      |
| 台灣     | KKTV                     | 2023年10月9日－12月25日 | 星期一 20:30（UTC+8） |      |
| 台灣     | LINE TV                  | 2023年10月9日－12月25日 | 星期一 20:30（UTC+8） |      |
| 台灣     | 亂搭                     | 2023年10月9日－12月25日 | 星期一 20:30（UTC+8） |      |
| 台灣     | CATCHPLAY+               | 2023年10月9日－12月25日 | 星期一 20:30（UTC+8） |      |
| 台灣     | Muse木棉花-TW（YouTube） | 2023年10月9日－12月25日 | 星期一 20:30（UTC+8） |      |
| 香港     | Muse木棉花（YouTube）    | 2023年10月9日－12月25日 | 星期一 20:30（UTC+8） |      |

### BD
| 卷數 | 發售日期      | 收錄集數      | 規格編號  |
| ---- | ------------- | ------------- | --------- |
| 上   | 2024年1月17日 | 第1集－第6集  | COXC-1333 |
| 下   | 2024年2月28日 | 第7集－第12集 | COXC-1334 |

## 電視劇
改編電視劇於2024年6月26日（25日深夜）至8月28日（27日深夜）在東京電視台播出。由佐藤綺星（AKB48）主演。

### 登場人物
- 小之星海果：佐藤綺星
- 明內幽：伊藤百花[18]
- 宝木遥乃：大盛真步[18]
- 雷門瞬：山崎空[18]
- 布袋百椛、倉野尾成美、山内瑞葵、工藤華純、秋山由奈、平田侑希、田口愛佳、八木愛月、橋本陽菜、橋本恵理子、水島美結、高橋彩音

### 製作團隊
- 原作：大熊らすこ『星靈感應』（芳文社）
- 劇本：杉岡知哉
- 主題曲：AKB48[19]
- 片尾曲：AKB48[19]
- 製作人：中村晉野（東京電視台）、柴原祐一（dub）
- 導演：安村榮美、杉岡知哉
- 制作：東京電視台、dub

## 商业合作
叡山电铁
2023年10月21日至2024年3月24日期间，实施开行挂有本作车头标志的Deo 720型电车、张贴联动海报等活动。

## 註腳

### 來源
1. ↑  . Natalie. 2020-07-27  [2022-10-07]. （原始内容存档于2021-10-19） （日语）.
2. ↑  . KADOKAWA.   [2025-03-24]. （原始内容存档于2024-08-29） （日语）.
3. ↑  @mangatimekirara.  (推文). 2023-05-09  [2023-05-09] –Twitter （日语）.
4. 1 2  . Eiga Natalie. 2024-03-17  [2024-03-17] （日语）.
5. ↑  单行本第1卷，.
6. 1 2  . Comic Natalie. 2023-03-09  [2023-03-09]. （原始内容存档于2023-03-23） （日语）.
7. 1 2 3 4  . Comic Natalie. 2024-05-09  [2024-05-09]. （原始内容存档于2024-05-11） （日语）.
8. 1 2  . Comic Natalie. 2023-06-09  [2023-06-09]. （原始内容存档于2023-06-14） （日语）.
9. 1 2  . TVアニメ『星屑テレパス』.   [2023-09-09]. （原始内容存档于2024-01-23） （日语）.
10. ↑  . 芳文社.   [2023-08-20]. （原始内容存档于2022-10-23） （日语）.
11. ↑  @hoshitele_anime.  (推文). 2022-10-07  [2022-10-07] –Twitter （日语）.
12. ↑  TVアニメ「星屑テレパス」公式 絶賛放送中‼ [@hoshitele_anime].  (推文). 2023-12-04  [2023-12-04] –Twitter （日语）.
13. ↑  TVアニメ「星屑テレパス」公式 絶賛放送中‼ [@hoshitele_anime].  (推文). 2023-12-12  [2023-12-12] –Twitter （日语）.
14. ↑  .   [2023-12-12]. （原始内容存档于2024-01-24） （日语）.
15. ↑  . .   [2023-10-03]. （原始内容存档于2024-01-23）.
16. ↑  . AT-X. .   [2023-09-16]. （原始内容存档于2023-11-19）.
17. ↑  . 電視動畫《星靈感應》官方網站.   [2024-05-10]. （原始内容存档于2024-01-23） （日语）.
18. 1 2 3 4  . Eiga Natalie. 2024-05-09  [2024-05-09] （日语）.
19. 1 2  . ORICON NEWS. 2024-06-24  [2024-06-24]. （原始内容存档于2024-06-25） （日语）.
20. ↑   (PDF) (新闻稿). . 2023-10-13  [2023-10-16]. （原始内容 (PDF)存档于2023-10-13）.

## 外部連結
- （日語）
- 電視動畫官方網站 （日語）
- 官方的X（前Twitter） （日語）
- 電視劇官方網站
- 電視劇的X（前Twitter）
- 電視劇的Instagram帳戶